# Ziemia Grahama

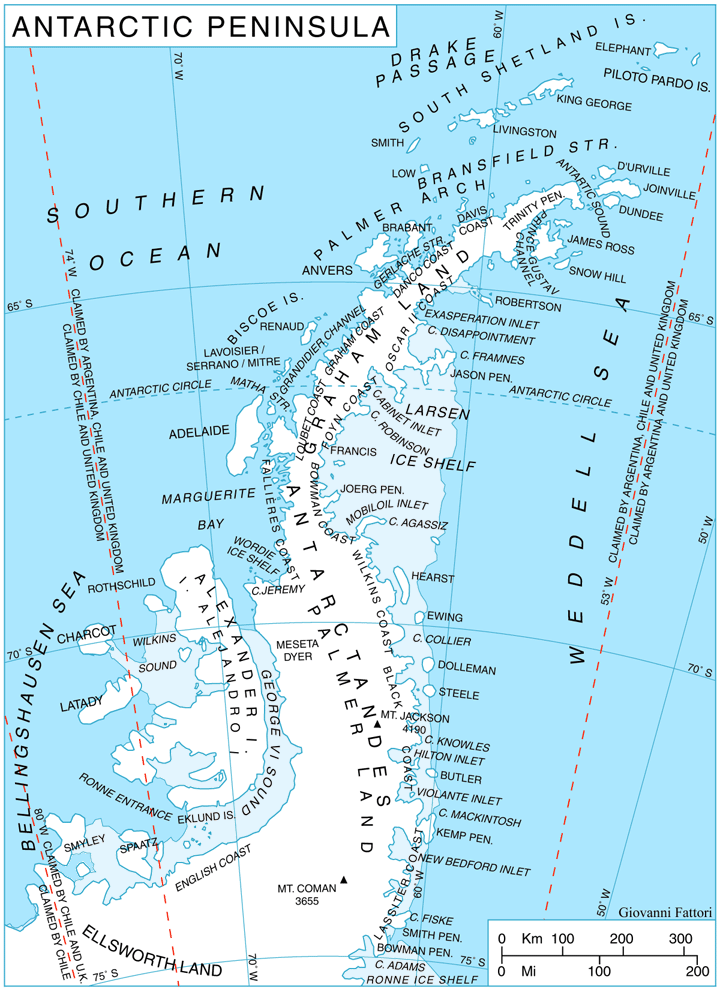
Mapa Półwyspu Antarktycznego – Ziemia Grahama w północnej części

Ziemia Grahama (ang. Graham Land, hiszp. Tierra de Graham, Tierra de San Martín) – północna część Półwyspu Antarktycznego, położona na północ od linii łączącej przylądki Cape Jeremy i Cape Agassiz. 

## Nazwa
Wcześniej nazwy „Ziemia Grahama” używali Brytyjczycy wobec całego Półwyspu Antarktycznego, podczas gdy Amerykanie używali nazwy „Półwysep Palmera”. Zgodnie z porozumieniem amerykańskiej i brytyjskiej komisji ds. nazw geograficznych Antarktyki z 1964 roku nazwie Ziemia Grahama nadano obecne znaczenie . Nazwa ta została nadana na cześć Jamesa Grahama, który pełnił funkcję Pierwszego Lorda Admiralicji w 1832 roku, kiedy wyprawa Johna Biscoe (1794–1843) badała zachodnie wybrzeża dzisiejszej Ziemi Grahama .

## Geografia
Ziemia Grahama rozciąga się na północ od linii łączącej przylądki Cape Jeremy (69°24'S 68°51'W) – na styku Fallières Coast i Rymill Coast  i Cape Agassiz (68°29'S 62°56'W) – na styku Wybrzeża Bowmana i Wybrzeża Wilkinsa .
Najbardziej na północ wysunięta część Ziemi Grahama składa się z licznych wysp, są to m.in.: Wyspa Jamesa Rossa, Joinville Island, D’Urville Island, Dundee Island, Bransfield Island, Snow Hill Island, Vega Island, Seymour Island, Rosamel Island, Paulet Island, Lockyer Island, Eagle Island, Jonassen Island, Astrolabe Island i Tower Island. Do Ziemi Grahama zaliczane są również Szetlandy Południowe obejmujące 11 większych wysp i wiele wysepek, z których większość pokrywa wieczny lód.
Na Ziemi Grahama, w zachodniej części półwyspu, na wybrzeżu Morza Bellingshausena, leżą: Davis Coast, Wybrzeże Danco, Graham Coast, Loubet Coast i Fallières Coast. W części wschodniej, na wybrzeżu Morza Weddella, znajdują się: Nordenskjöld Coast, Oscar II Coast, Foyn Coast i Wybrzeże Bowmana. Do wybrzeży Oscar II Coast, Foyn Coast i Wybrzeże Bowmana przylega Lodowiec Szelfowy Larsena (który ciągnie się do Wybrzeża Wilkinsa na Ziemi Palmera). Północną część półwyspu zajmuje Trinity Peninsula.

## Historia
Ziemia Grahama została odkryta przez brytyjskiego oficera Royal Navy Edwarda Bransfielda (1785–1852) w styczniu 1820 roku . Później w tym samym roku amerykański poławiacz fok Nathaniel Palmer (1799–1877) odkrył północne wybrzeże Trinity Peninsula, który nazwano Palmer Land . W 1832 roku zachodnie wybrzeże Trinity Peninsula nazwano Graham’s Land na cześć brytyjskiego polityka Jamesa Grahama (1792–1861) . Nazwa ta była następnie stosowana przez Brytyjczyków wobec całego Półwyspu Antarktycznego, a od 1964 roku wobec jego części północnej . 
W latach 1934–1937 australijski polarnik John Rymill (1905–1968) poprowadził do Ziemi Grahama brytyjską wyprawę naukowo-badawczą, która odkryła Cieśninę Jerzego VI i potwierdziła, że Półwysep Antarktyczny jest półwyspem, a nie archipelagiem.